# Chlumetia kebeae
Chlumetia kebeae là một loài bướm đêm trong họ Noctuidae.